# Colpire al cuore
Pour plus de détails, voir Fiche technique et Distribution.
Colpire al cuore est un film franco-italien réalisé par Gianni Amelio, sorti en 1982.

## Synopsis
Emilio, fils de Dario, professeur d'université situé à l'extrême-gauche, est un étudiant studieux et introverti. Il souffre des relations étroites et confidentielles qu'entretient son père avec un groupe d'anciens élèves, en particulier avec Sandro Ferrari. Lorsque ce dernier meurt dans un affrontement avec les forces de l'ordre, Emilio effectue une déposition auprès des forces de l'ordre. Le divorce entre père et fils est dès lors entamé. Dénoncé par son fils, Dario est arrêté.

## Fiche technique
- Titre : Colpire al cuore (littéralement : Droit au cœur)
- Réalisation : Gianni Amelio
- Assistant-réalisateur : Inigo Lezzi
- Scénario : Gianni Amelio et Vincenzo Cerami
- Photographie : Tonino Nardi (it)
- Montage : Anna Rosa Napoli (it)
- Musique : Franco Piersanti
- Décors : Marco Dentici
- Costumes : Lina Nerli Taviani
- Producteurs : Enea Ferrario, Enzo Porcelli, Renzo Rossellini
- Société(s) de production :  Antea Cinematografica, Rai 1, Swan productions
- Société(s) de distribution :  Gaumont Italia, Orion Classics	(États-Unis)
- Pays d'origine :  Italie |  France
- Langue : Italien
- Format : Couleur
- Genre : Film dramatique, Thriller
- Durée : 105 minutes (1 h 45)
- Dates de sortie : 
  -  Italie 2 septembre 1982 (Mostra de Venise) | 25 mars 1983 (sortie nationale)
  -  Canada 11 septembre 1983 (Festival international du film de Toronto)
  -  Tchéquie 21 janvier 2000 (Febio Film Festival)

## Distribution
- Jean-Louis Trintignant : Dario
- Fausto Rossi : Emilio
- Laura Morante : Giulia
- Sonia Gessner : la mère d'Emilio
- Laura Nucci : la mère de Dario
- Vanni Corbellini (it) : Sandro Ferrari
- Matteo Cerami (it) : Matteo